# Tenedos ultimus
Tenedos ultimus är en spindelart som beskrevs av Rudy Jocqué och Léon Baert 2002. Tenedos ultimus ingår i släktet Tenedos och familjen Zodariidae.
Artens utbredningsområde är Colombia. Inga underarter finns listade i Catalogue of Life.